# 1989 TT1
1989 TT1 är en asteroid i huvudbältet som upptäcktes den 9 oktober 1989 av de båda japanska astronomerna Tsutomu Hioki och Nobuhiro Kawasato i Okutama.
Asteroiden har en diameter på ungefär 5 kilometer.